# 亨廷登的伊澤貝爾
亨廷登的伊澤貝爾（英語：Isobel of Huntingdon，1199年—1252年），亨廷登伯爵大衛的女兒，蘇格蘭國王馬爾科姆四世和威廉一世的姪女。

## 家庭
1219年，伊澤貝爾和安南達爾領主羅伯特·布魯斯結婚，兩人的獨子羅伯特即為羅伯特一世的祖父。